# José Gabriel de Silva-Bazán
José Gabriel de Silva-Bazán y Waldstein (Madrid, 18 de març de 1782 - 4 de novembre de 1839), X marquès de Santa Cruz de Mudela, gran d'Espanya, cavaller de l'Orde del Toisó d'Or des de 1821, cavaller de l'Orde de Carles III, comanador de l'Orde de Calatrava, va ser un noble, polític, militar i diplomàtic espanyol. Va ser a més, gentilhome de cambra, majordom major del Rei d'Espanya, primer director del Museu del Prado i president perpetu de la Reial Acadèmia Espanyola.

## Filiació
Va néixer a Madrid en 1782 sent fill de José Joaquín de Silva-Bazán, IX marquès de Santa Cruz de Mudela, VII Marquès d'Arcicollar i de la seva segona esposa, la comtessa María Anna de Waldstein. Va ser alcaide perpetu de les fortaleses de Gibraltar i Fiñana, cavaller de l'Orde del Toisó d'Or des de 1821, gentilhome i majordom major de Ferran VII d'Espanya, membre del Consell de Regència durant la minoria d'edat d'Isabel II d'Espanya, ambaixador en París, enviat extraordinari a Londres per assistir a la coronació de Guillem IV del Regne Unit, senador del regne i director perpetu de la Reial Acadèmia Espanyola. A més, va ostentar els marquesats de Villasor, Baiona i Arcicóllar, i els comtats de Montesanto i Pie de Concha, sent dues vegades Gran d'Espanya de segona classe.

## Director del Museu del Prado
El seu pare va convèncer el rei Carles IV d'Espanya de guardar les pintures «obscenes» en un saló reservat i no cremar-les, com era la voluntat de Carles III. Va ser cunyat del príncep d'Anglona, i junts van col·laborar amb Carles IV en la creació d'una galeria de pintura, projecte frustrat per l'inici de la Guerra del francès. Sota el regnat de Ferran VII d'Espanya es va reprendre, però va ser la seva esposa Isabel de Bragança qui en va donar major impuls. Durant el seu mandat al capdavant de la galeria, entre 1817 i 1820 es van publicar diversos decrets, sent el més excel·lent d'ells:
| « | «1r. Continuar invertint en objeccions del Museu els 24 mil reals mensuals de la butxaca secreta de V.M. íntegres i sense descompte. 2n. Continuar pagant per la Tresoreria de la Rl. Casa les despeses de la translació dels quadres. 3º. Considerar la Galeria depenent del Rl. Palau. 4t. No exonerar al primer pintor de cambra de l'obligació de restaurar i conservar els quadres. 5è. Deixar a la disposició d'aquest els dos ajudants que se li donaven a aquest efecte, pagant-los com fins aquí, els sous i despeses de componiment per la tresoreria de la Rl. Casa. 6è. i últim que es considerin com a criats de la R. Casa el conserge i els porters de la Galeria, pagant per la mateixa Tresoreria a cadascun d'aquests quan es nomenin 400 ducats anuals i a aquell 800, prorrateados des que va ser nomenat, i així mateix es pagui per aquella l'import de les despeses extraordinàries que ocorrin previ el Vº. Bº. corresponent». | » |

En començar el Trienni liberal deixa la direcció del Museu per, dos anys més tard, i com a liberal convençut, ser nomenat pel Govern Majordom major i Sumiller de Corps interí del Rei a fi de tenir-lo més vigilat. Després del fracàs d'aquest moviment polític és destituït per l'anomenat Decret d'Andújar, se li retira la clau de Gentilhome.
Després de la mort de Ferran VII, el marquès també va col·laborar a solucionar el conflicte suscitat en El Prat, ja que les pintures i la col·lecció passarien a les seves filles les infantes Isabel i Luisa Fernanda. Al costat d'ell va col·laborar el marquès de Santa Cruz, també director del Prado per aquestes dates.

## Matrimoni i descendència
Va contreure matrimoni en 1801 amb Joaquina María Téllez-Girón y Alfonso Pimentel, princesa d'Anglona i comtessa d'Osilo, filla de Pedro de Alcántara Téllez-Girón y Pacheco, IX duc d'Osuna, tenint per fills a:
1. Fernanda de Silva-Bazán y Téllez-Girón, casada amb Andrés de Arteaga y Carvajal, VII marquès de Valmediano.
2. Francisco de Borja de Silva-Bazán y Téllez-Girón, XI marquès de Santa Cruz del Viso, casat amb María de la Encarnación Fernández de Còrdova i Álvarez de las Asturias, filla dels VI ducs d'Arión.
3. María Josefa de Silva-Bazán y Téllez-Girón, III comtessa d'Osilo, casada amb Manuel de Carvajal, senyor de Cabrillas, i més tard amb Fabián Gutiérrez Lasso de la Vega.
4. Juan Evangelista de Silva-Bazán y Téllez-Girón, marquès d'Arcicóllar, casat amb Lucie de Borchgrave d'Altena.
5. Joaquina de Silva-Bazán y Téllez Girón, casada amb Pedro de Alcántara Álvarez de Toledo y Palafox, XVII duc de Medina Sidonia.
6. Inés Francisca de Silva-Bazán y Téllez-Girón, retratada per Madrazo i casada amb Nicolás Osorio y Zayas, XVII duc d'Alburquerque.